# Équipe cycliste Aiglon
Le fabricant de bicyclettes « Aiglon » , crée en 1902, sponsorise individuellement des coureurs, puis une équipe cycliste française, ensuite une équipe belge , de cyclisme professionnel sur route. La marque est active dans le sport entre 1904 et 1955, rachetée par Peugeot, en 1922, regroupée avec « Météore » et « Griffon. »

## Principaux résultats

### Bilan sur les grands tours
- Tour de France

### Championnats nationaux
Championnats de France de cyclo-cross 1924 (Gaston Degy)

## Effectifs
- 1912[2]
  - Louis Engel
  - André Huret
  - Robert Lefort
  - Charles Kippert
  - Charles Guyot
- 1924[3]
  - Léon Despontin
  - Gaston Degy
- 1925[4]
  - Bartolomeo Aimo
  - Romain Bellenger
  - Alexis Blanc-Garin
  - Gaston Degy
  - Jean Hillarion
- 1926
  - Bartolomeo Aimo
- 1950
  - Paul Giguet